# Среднеберёзовский
Среднеберёзовский — посёлок в Топкинском районе Кемеровской области. Входит в состав Верх-Падунского сельского поселения.

## География
Центральная часть населённого пункта расположена на высоте 225 метров над уровнем моря.

## История
В 1962 году указом Президиума Верховного Совета РСФСР поселок фермы № 2 совхоза «Тыхтинский» переименован в Среднеберёзовский.

## Население
| 2010 |
| ---- |
| 69   |